# Yutaka Taniyama
Yutaka Taniyama (谷山 豊?   12 de noviembre de 1927-17 de noviembre de 1958) fue un matemático japonés. Es conocido por la conjetura de Taniyama-Shimura, que fue un factor importante en la demostración del Último teorema de Fermat.

## Primeros años
Taniyama nació en Kisai, en la prefectura de Saitama (Japón). Su nombre, en realidad, era Toyo, pero muchos le llamaban Yutaka porque es una lectura más común del carácter 豊, con lo que acabó adoptando ese nombre.
En el instituto, se interesó por las matemáticas por inspiración de la historia moderna de las matemáticas de Teiji Takagi.
Taniyama estudió matemáticas en la Universidad de Tokio después de terminar la Segunda Guerra Mundial. Allí desarrolló una relación de amistad con otro estudiante, Gorō Shimura. Se graduó en 1953 y permaneció allí como 'estudiante de investigación especial', y posteriormente como profesor asociado.

## Estudios avanzados de matemáticas
Se interesó por la teoría algebraica de números. Escribió Teoría moderna de números (1957) en japonés, junto con Gorō Shimura. Aunque pensaron en escribir una versión en inglés, perdieron entusiasmo y nunca tuvieron tiempo de escribirlo antes de la muerte de Taniyama.
Pero, ante todo, los dos estaban fascinados por el estudio de las formas modulares, que son objetos que existen en el espacio complejo y que son peculiares debido a su nivel de simetría.
La fama de Taniyama se debe principalmente a los dos problemas que planteó en el simposio de Teoría Algebraica de Números que tuvo lugar en Tokio en 1955 (su reunión con Weil en este simposio tendría una gran influencia en el trabajo de Taniyama). Allí, presentó algunos problemas que trataron sobre la relación existente entre las formas modulares y las curvas elípticas. Había notado algunas similitudes muy peculiares entre los dos tipos de entidades. Las observaciones de Taniyama le llevaron a creer que cada forma modular está relacionada con alguna curva elíptica. Shimura trabajó posteriormente con Taniyama sobre esta idea de que las formas modulares y las curvas elípticas estaban relacionadas, y esto forma la base de la conjetura de Taniyama-Shimura:
| Toda curva elíptica definida sobre el campo racional es un factor del jacobiano de un campo de funciones modulares |

Esta conjetura demostró ser una parte importante en la demostración del Último Teorema de Fermat de Andrew Wiles.

## Suicidio
Con un futuro aparentemente brillante por delante, tanto en las matemáticas como en su vida privada (estaba planificando su matrimonio), se suicidó. En una nota que dejó, tuvo mucho cuidado en describir exactamente hasta qué punto había llegado en los cursos de cálculo y álgebra lineal que había estado impartiendo en la universidad y en disculparse ante sus colegas por todo lo que su muerte les supondría. En cuanto al motivo que le llevó a quitarse la vida, explicó:

Hasta ayer, no tenía la intención definitiva de suicidarme. Más de uno debe haber notado que últimamente estoy cansado tanto física como mentalmente. Yo mismo no lo entiendo del todo, pero no es el resultado de un incidente particular, ni una cuestión específica. Simplemente quiero decir que he perdido la confianza en el futuro. Quizás mi suicidio pueda perturbar o ser un duro golpe para ciertas personas. Espero sinceramente que este incidente no ensombrezca la vida de esta persona. En cualquier caso, no puedo negar que esta es una especie de traición. Excusad mi comportamiento. Es el último acto que hago a mi manera, como he venido haciendo mi manera toda mi vida.

Un mes más tarde, Misako Suzuki, la mujer con quien se iba a casar también se suicidó dejando una nota que decía: Nos prometimos que no importaría a dónde nos dirigiéramos, nunca nos separaríamos. Ahora que se ha ido, yo también me tengo que ir a reunirme con él.
Las ideas de Taniyama han sido objeto de críticas y su conducta había sido considerada en ocasiones peculiar. Gorō Shimura mencionó que padecía depresión. Taniyama también menciona en su nota de suicidio la preocupación de que algunos podrían ser perjudicados por su decisión de quitarse la vida y su esperanza de que el acto no produzca "una oscura sombra sobre esta persona."
Después de la muerte de Taniyama, Gorō Shimura declaró que:

Taniyama fue siempre amable con sus colegas. Fue el apoyo moral de muchos matemáticos que le conocieron y estuvieron en contacto con él, incluyendo por supuesto a mí mismo. Probablemente, nunca fue consciente del papel que estaba jugando. Aprecio su noble generosidad más ahora que cuando estaba vivo. Sin embargo nadie fue capaz de darle todo el apoyo cuando lo necesitaba desesperadamente. Me siento realmente abrumado por el dolor más amargo.